# Sorex veraepacis
Espèce
Synonymes
- Sorex (Otisorex) veraepacis Alston, 1877[1]

Répartition géographique
Statut CITES
Statut de conservation UICN

 LC  : Préoccupation mineure
Sorex veraepacis est une espèce de musaraignes de la famille des Soricidae. Cette espèce se rencontre au Guatemala et au Mexique.

## Liste des sous-espèces
Selon Catalogue of Life (25 octobre 2020) :
- sous-espèce Sorex veraepacis chiapensis Jackson, 1925
- sous-espèce Sorex veraepacis mutabilis Merriam, 1898
- sous-espèce Sorex veraepacis veraepacis Alston, 1877